# Spilornis rufipectus
La culebrera de Célebes (Spilornis rufipectus) es una especie de ave falconiforme de la familia Accipitridae. Es una rara rapaz endémica de las Célebes e islas próximas, en Indonesia.

## Subespecies
Se reconocen las siguientes:
| Subespecie       | Descriptor     | Región               |
| ---------------- | -------------- | -------------------- |
| S. r. rufipectus | Gould, 1858    | Célebes              |
| S. r. sulaensis  | Schlegel, 1866 | islas Banggai y Sula |

## Hábitat y estado de conservación
Poco se sabe de esta especie.